# 安良堡梁氏大宅
安良堡梁氏大宅，位于中国广东省茂名市高州市曹江镇，为高州市文物保护单位，类型为近现代重要史迹及代表性建筑，公布时间为2005年。
安良堡梁氏大宅的历史年代为民国。